# グランマの憂鬱
『グランマの憂鬱』（グランマのゆううつ、英語: Grandmother’s MelancholyEven）は、高口里純による日本の漫画作品。『紅のメリーポピンズ』からのスピンオフ作品でもある。
2023年4月期に東海テレビにてテレビドラマ化された。

## 概要
『JOURすてきな主婦たち』（双葉社）に2015年5月号より不定期掲載されている、一話完結の読み切り作品である。2022年9月号より毎月連載に変更されている。
毎回登場する新しい登場人物の問題を百目鬼村で解決してゆく。老人・百目鬼ミキの喝を入れる説教と、幼児・亜子の素朴な言い分とが同じ結論を導き、説得力を出している。
キャラクターは常に同じ年齢であり、季節が一巡しても年を取らない。
前作『紅のメリーポピンズ（第10話・第11話-コミックス第3巻、及び第15話-コミックス第4巻）』からのスピンオフ作品であるゆえに、『紅のメリーポピンズ』の主人公・双葉の存在が、第3話、第15話にうかがえる。

## あらすじ
4歳の亜子は母と共に、横浜からコンビニもない田舎村・百目鬼村へ引っ越して来た。亜子の祖母・百目鬼ミキ宅に同居し、田舎生活を満喫する。百目鬼村の総領でもある百目鬼ミキは、人々に喝を入れる立派な人物である。百目鬼ミキと亜子はコンビを組み、様々な問題を解決してゆく。
第1話
百目鬼村の青年・森田優也の祖母が「おらだおらだ詐欺」にあった。そのことに憤り、祖母のために村の積み立て金を出してもらおうとするが、この「おらだおらだ詐欺」には怪しいところがあった。犯人は村の事情に詳しく、亜子は怪しい人物と森田優也が会っているのを目撃していた。
第2話
亜子の父親で百目鬼ミキの息子・トオルが入院したので、百目鬼ミキと亜子は亜子の母親と共に、横浜の家へ向かう。亜子は横浜の家と以前の幼稚園に行きたがらない。それは隣人の幼稚園児・悠人にいじめられるからだった。悠人の祖母はかくしゃくとした老人で、率先して町内会の議題を老人本位なものにしていた。
第3話
百目鬼村へ越して来た幼い子供を持つ女性は、村民との没交渉を望んだ。それはドメスティックバイオレンスをする夫から逃れる為、再度引っ越さねばならないと思ってのことだった。
第4話
亜子の母親は村長から、東京に出かけている百目鬼ミキへの届け物を頼まれた。同行した亜子は東京のホテルで様々なお婆さんに出会う。
第5話
不登校中学生の橋本流星が百目鬼村へ療養に来た頃、村では猪が目撃されていた。誰も彼もが悪口を言い合っていると思い込み、気持ちが悪くなっていた流星に、百目鬼ミキは気持ち良く生きる方法を教える。
第6話
教育評論家・神崎やよいは自身の経験と実績から、多くの祖父母が孫のことで悩んでいるとして、対策を勉強する教室を開く。そこで百目鬼ミキは吉田幸吉と再会したのだが、彼は自分の教育方法に凝り固まっていた。百目鬼ミキは、親と祖父母とでは役目が違うと主張する。
第7話
夏休み、亜子の母方の祖母・冴子とその孫・亜子のいとこ達が百目鬼家に泊まりに来た。冴子は孫3人の面倒を見ているため疲れていた。そんな時、冴子の孫が行方不明になってしまう。冴子の息子の嫁は、問題が起きたのは冴子のせいだと責める。
第8話
百目鬼村がドラマのロケ地候補になった。主演は人気俳優の星川由磨である。百目鬼ミキは条件として星川由磨が一週間、村の新聞の記者になり百目鬼ミキの納得する記事を書くことを要求した。そんな時、村が吹雪になり亜子が行方不明になってしまった。
第9話
星川由磨が主演のドラマの撮影が始まった。星川由磨ファンの少女・ミヨはドラマの撮影を見物していたが、町内放送で自分の祖母・玉子が徘徊し行方不明になったと知らされる。星川由磨と出会った玉子は、初恋の人・吉井昭三だと思い込み、撮影中、星川由磨に抱きつき離れなくなる。
第10話
百目鬼村を舞台としたドラマが放映され、若い女性が聖地巡礼に訪れるようになった。百目鬼ミキはその中の1人が気にかかる。その女性は百目鬼村へ自殺しようと来たのだった。上司からのパワーハラスメントに思い詰めてのことだった。
第11話
亜子の通うひよこ幼稚園の遠足では、百目鬼寺に立ち寄り「地獄巡り絵図」を見学しながら、地獄について解説してもらう恒例行事があった。しかし、ひよこ幼稚園・母の会から「地獄巡り絵図」を見せるのは園児が怖がるので相応しくない、との苦情が入った。百目鬼ミキは村民集会・母の会の部を開く。
第12話
百目鬼ミキの孫で亜子のいとこ・柏木奈々が婚約の挨拶に百目鬼家へやってきた。潔癖症で、他人の触ったものには触らず、自分のものを他人に触らせない。その頃、百目鬼村では夏祭りが始まろうとしていた。柏木奈々の婚約者・三杉祐也は村に馴染み、夏祭りの準備で元気発剌とする。柏木奈々はそれが気に食わない。
第13話
百目鬼ミキとメイ、スイ、イシは薙刀の稽古をしていた。そこへ百目鬼ミキのライバル・原口節子が参戦した。原口節子は夫を亡くし、一時的に百目鬼村の娘の家に同居し始めたのだった。しかし昔ながらの作法を周囲に押し付け、現代の便利な暮らしを「手抜きだ」と否定する。耐えられなくなった原口節子の娘は、百目鬼ミキに相談に行く。
第14話
サンタクロースの存在を信じる亜子は、クリスマスが近づくにつれ期待に胸を膨らませていた。しかし村の民宿では、進学塾の入塾テストを受ける小学1年生達とその母親達が、集中して勉強しようと長期宿泊を始めていた。亜子はその母親達に「サンタはいない」と断言され大泣きする。
第15話
百目鬼村へ車の運転の動画を撮りに来た若者達によって、村の老人・秀じいが危険運転を行っている動画が撮影された。その動画はゆう○ゅうぶにアップロードされ、そして秀じいに危険運転をされた若者の友人が、リベンジに村の車を襲った。しかし村の老人達は免許返納に反対する。
第16話
百目鬼ミキは亜子に内緒で一週間の休暇へ出た。釣りをしたり蕎麦を打ったり、一人の時間を満喫する。
第17話
亜子はお絵かきコンクールに百目鬼ミキの絵を描くことに決める。村の老人・サキは、たびたび村に帰って来ては金をせびってゆく息子・真のことを百目鬼ミキに相談する。
第18話
LGBTの夢二と竹郎は、百目鬼村にオーガニックレストラン「夢竹」を開いていた。二人で幸せに暮らしていたが、LGBTを否定する竹郎の親族に見つかり、引き離されてしまう。
第19話
第16話で登場した、百目鬼ミキに因縁のある百合園リゾート社長・百合園雫が、百目鬼村に高級リゾートホテルを建設したいと申し込んで来た。百目鬼ミキは百合園雫の息子・美男のことを思い出し、村民集会を待たず一人で百合園リゾート本社へ乗り込んむ。
第20話
友達の家でハムスターを見た亜子は、自分もハムスターを飼いたいと言い張る。しかし飼うのを反対され、ふてくされる。そんな時、村の老人・ツネさんが亡くなった。生死のことわりに初めて触れた亜子は知恵熱を出す。
第21話
百目鬼ミキは女子校へ薙刀を教えに行く。
第22話
レストラン「夢竹」へやって来た迫田家族だが、3歳の娘・愛魅を車に放置したままだった。それに気づいた竹郎は迫田夫婦に不信感と怒り持つ。竹郎は迫田家へ様子を見に行き、家から閉め出され一人で留守番させられていた愛魅を見つける。竹郎は愛魅を「夢竹」へ連れて行く。そして残酷な仕打ちをする迫田夫婦から預かり、温かい家庭で愛情深く育てていこうとする。
第23話
ふみは孫をとても欲しがっていた。夢二と竹郎が愛魅を預かっている事情を聞きいたふみは、愛魅の母親に会いにゆき、プライベートに立ち入った文句をしつこくつけ出し大騒ぎとなる。そんな時、ふみの娘が村へ帰って来るが、ふみは百目鬼ミキから「娘の前で孫と結婚の話は禁句」と怒られる。
第24話
家族で東京へ出かけた亜子は、娘を亡くした伊藤尊と出会う。亜子から百目鬼ミキの語った話を伝え聞いた伊藤尊は、百目鬼ミキに関心を持ち、妻・和希をともなって百目鬼村へやって来る。しかし和希は心を閉ざし続ける。
第25話
東京に出かけた百目鬼ミキは、詐欺グループから抜けようとしているクニカズ（28歳）に声をかけられ「金を貸してくれ」と頼まれる。百目鬼ミキは詐欺グループの仲間に捕まったクニカズを助け、荷物持ちとして友人巡りに付き合わせる。百目鬼ミキの友人達に出会ったクニカズは、様々な教えを受ける。
第26話
百目鬼村に引っ越して来た子持ちの女性・九十九は、男女で折り紙の色を区別することに異をとなえた。またその頃、亜子の周囲でLGBTのカップルの夢二と竹郎は、どちらが父親でどちらが母親なのかとの疑問がもちあがっていた。
第27話
亜子の母親・由真の周りでは美魔女の話題で持ちきりになっていた。由真も紫外線対策に力を入れ、肌の露出を最小限にしてゆく。しかし百目鬼ミキも亜子も違和感を持つ。
第28話
百目鬼ミキは終活を始め、色々な物を処分していた。反対に村の老人・松谷洋一郎は、人々から不用品をもらい、家をガラクタだらけにしていた。

## 登場人物

### 主要人物
百目鬼 ミキ（どうめき ミキ）
百目鬼家のお婆さん、80代。百目鬼村の総領でもある。村民からは「大奥さん」と呼ばれる。村民達の不満を一言で片付ける貫禄の持ち主。「黙らっしゃい」が口癖。若い頃美人だった。薙刀の有段者。
百目鬼 亜子（どうめき あこ）
百目鬼ミキの一番末の孫。4歳の幼稚園児。いつも兎のぬいぐるみを持ち歩いている。横浜から百目鬼ミキの家へ越して来た。百目鬼ミキに懐き「グランマ」と呼ぶ。百目鬼ミキとの散歩が習慣である。好奇心旺盛で様々なことを百目鬼ミキから教わる。百目鬼村へ来た人々にすぐ懐く。7人のいとこがいる。
百目鬼 由真（どうめき ゆま）
亜子の母親。村民からは「若奥さん」と呼ばれる。いつもほがらか。姑の百目鬼ミキのことは尊敬しているが、同居生活で少し気苦労している。亜子が祖母と仲良くしている様を微笑ましく見守っている。
第25話 - ママ友達から美魔女について聞かされ、紫外線対策にいそしむようになる。亜子に「きれいなママが好きだよね?」と尋ねる。
百目鬼 トオル（どうめき トオル）
亜子の父親。百目鬼ミキの末の息子。単身赴任で横浜にいる。
第13話 - 亜子のためにサンタクロースの出で立ちをし、プレゼントを届けた。
第28話 - 青年会の集会で「百目鬼ミキが生きていることに大満足している」と力説する。
百目鬼村の村長
物静かだが百目鬼ミキと阿吽の呼吸で連携し、村の治安を守っている。
メイ、スイ、イシ
百目鬼村のお婆さん達。百目鬼ミキとともに村の治安を守る。ノリが良い。

### その他

#### 第1話
森田 優也（もりた ゆうや）
祖母が「おらだおらだ詐欺」にあったと村民に訴えたのだが、その詐欺の手口には不審な所があった。

#### 第2話
沢口 悠人（さわぐち ゆうと）
亜子の引越し前の隣人で、同じ幼稚園だった。母親と祖母の確執や、両者による厳しい教育によりストレスを溜め、亜子に意地悪をする。
悠人ママ
悠人の教育について姑と対立している。
悠人の祖母
悠人をエリートに育てようと、嫁の悠人ママに教育を任せていられない。町内会で小学校の屋外行事を中止させようとしたり、若年者を軽んじ老人本位の意見を通そうと活動的である。

#### 第3話
大河内 愛（おおこうち あい）
子供とともに百目鬼村に越して来た。村民との没交渉を望み、村に溶け込まない。それはドメスティックバイオレンスをする夫から逃れるため、何度も引越しを繰り返していたからだった。田舎暮らしは初めてだが畑仕事も上手く行き、村民に面倒をかけずにいた。
たける、ゆな
大河内愛の子供。小学校3年生と3歳。再び引っ越す場合を想定した母親から、村民と仲良くなることを禁じられている。
大河内愛の夫
妻や子供にドメスティックバイオレンスを行なっていた。大河内愛が引っ越した数ヶ月後、百目鬼村にまで追ってくる。会った早々、再び暴力を振るおうとする。

#### 第4話
百目鬼ミキの旧友達。百目鬼ミキと4人で食事会を開いた。それぞれが亜子と印象的な出会いをする。
ユキちゃん
経団連副会長夫人。亜子に鳥や虫の鳴き声を尋ねる。
第25話 - 百目鬼ミキお手製のパチンコを駐英大使の孫に贈ろうと持って来させた。クニカズに「大人なのだから、その年なりの格好をしなさい。人は見た目。」と説教する。
しーちゃん
S大名誉教授。赤ん坊連れの女性に、母乳のあげ方を指南する。
第25話 - クニカズに葉巻きたばこの嗜み方を教える。
ケイちゃん
参議院議員。一見男性に見える風貌をしている。色黒。亜子から外見について質問される。
第25話 - 百目鬼ミキにぬか漬けを持って来させるも、クニカズに半分食べられていて激怒する。クニカズに「体は食物で出来ている、考えて食事しろ。」と説教する。

#### 第5話
橋本 流星（はしもと りゅうせい）
村長の孫の中学2年男子。野球部。いじめにあい不登校が3ヶ月続いている。環境を変えるために百目鬼村へ預けられた。他人も自分も陰で悪口を言いあってると思い込み、具合が悪くなっていた。亜子に「百目鬼ミキも悪口を言う」と話し、泣かせてしまう。
真由美（まゆみ）
流星の母親。流星に「中学時代に友達を作る必要はない」と言う。「子供がいじめられると母親のせいにされてしまい、自分が困る」と、流星を無理矢理連れて帰ろうとする。

#### 第6話
神崎 やよい（かんざき やよい）
有名な教育評論家。祖父母と孫との関係を改善させる教室を主宰する。「孫に愛されるためには周りへの気遣いが全て」と結論づけている。「家族間での悩みがない」と言う百目鬼ミキが、自分に悩みを相談に来ると予想する。吉田幸吉と教育論の違いから論争となる。
吉田 幸吉（よしだ こうきち）
百目鬼村出身のお爺さん。昔、百目鬼ミキにフラれている。子供達が国立大学に出られたのが自分の手柄だと思い、孫を思い通りにしようとする。その、孫を怒鳴りつけ暴力も辞さない態度に、家族達は困っているのだが主張を変えようとしない。
翔（かける）
吉田幸吉の15歳になる孫。吉田幸吉との関係が悪い。吉田幸吉にサッカーを止めさせられるなど鬱憤が溜まっている。

#### 第7話
冴子（さえこ）
百目鬼由真の母。亜子の母方の祖母。孫達とともに百目鬼家に泊まりに来た。3人の孫達の面倒を全部見ているので疲労している。それでも孫の躾が出来ていない現状に責任を感じている。
あかり（8歳）、つばさ（6歳）、きら（2歳）
亜子の母方のいとこ達。夏休み、冴子とともに百目鬼家に泊まりに来た。皆やんちゃで冴子の言うことを聞かない。あかりとつばさは夜中抜け出し行方不明になってしまった。
礼香（れいか）
冴子の息子の嫁。子供達の面倒を冴子に任せきりにしている。冴子が子供達を甘やかし躾をしていないと責める。

#### 第8話
星川 由磨（ほしかわ ゆうま）
人気俳優。二世タレントで芸能界のこと以外知らない。百目鬼ミキの出した条件により、ドラマ関係者の中から1人だけ百目鬼村に残される。あまりにも田舎な百目鬼村に始めは嫌気がさしていたが、村の新聞の記者になったことで新しい世界に触れ、自分の無知さ加減が分かってゆく。

#### 第9話
ミヨ
星川由磨ファンの少女。村民に迷惑をかけてしまう祖母・玉子のことが嫌になっている。星川由磨に祖母・玉子が奇行を行なってしまい、「すごく恥ずかしい」と大衆の面前で叫んでしまう。
玉子（たまこ）
ミヨの祖母。87歳。たびたび行方不明になる徘徊老人。星川由磨を初恋の人・吉井昭三だと思い込み、撮影中抱きついてしまう。

#### 第10話
中森 初音（なかもり はつね）
東京で大手会社に勤めるキャリアウーマン。上司からのパワハラに嫌気がさして百目鬼村で自殺を試みようとし、百目鬼ミキ達に止められた。正史の仕事ぶりを見ているうちに恋心が芽生え、雰囲気が明るくなってゆく。
正史（まさし）
杣人で村一番の力自慢の若い男性。命がけの危険な仕事だが懸命に働いている。

#### 第11話
百目鬼寺の僧
亜子の通うひよこ幼稚園の園児達に「地獄巡り絵図」を見学させ、地獄という教えを説いた。
ひよこ幼稚園・母の会
遠足で園児に「地獄巡り絵図」を見せ怖がらせるのは相応しくないと苦情を入れる。「地獄巡り絵図」が園児のトラウマになってしまうことを心配する。

#### 第12話
柏木 奈々（かしわぎ なな）
百目鬼ミキの孫。亜子のいとこ。26歳。百目鬼家へ婚約の挨拶にやってきた。潔癖症で、他人の触ったものを汚いと言い、自分のものも他人に触らせない。自己中心的な性格で三杉祐也につっけんどんな態度をとる。他人の手も汚く思い、手を繋ごうとした亜子を転ばせてしまう。
三杉 祐也（みすぎ ゆうや）
柏木奈々の婚約者。健全な性格の持ち主だが柏木奈々を甘やかす。村の夏祭りの準備を手伝う。
柏木 幸代（かしわぎ さちよ）
百目鬼ミキの長女。奈々の母親。百目鬼ミキに、奈々が結婚生活をやっていけるか見定めて欲しい、と頼む。

#### 第13話
原口 節子（はらぐち せつこ）
通称「せっちゃん」。百目鬼ミキの昔からのライバル。夫を亡くし、娘の住む百目鬼村へ帰りしばらく同居することにした。しかし、現代の便利な生活を否定し、昔ながらの作法を家族に押し付ける。

#### 第14話
ナミちゃん
百目鬼村の民宿「あぜみち」のオーナー。毎年、大きなクリスマスツリーを立てていたが、入塾テストを受ける小学生の母親によって中止させられた。
進学塾の入塾テストを受ける子供達の母親達
子供にイベントを楽しむ暇を与えず、強引に勉強させ、学歴社会を生きさせようとしている。亜子に「サンタはいない」と断言し、泣かせる。
進学塾の入塾テストを受ける子供達
クリスマスツリーを見ようと、母親達が眠っている内に抜け出し、百目鬼家へ来た。

#### 第15話
秀じい
90歳。若者に車の危険運転をしたところを撮影され、動画をネットに上げられた。しかし危険運転をした理由は、若者の車が崖に落ちないように進路を変えさせたからだった。「運転では若者に負けない」と気持ちは若く、免許返納する気はない。

#### 第16話
洋子（ようこ）
百目鬼家代々の総領に仕える家の女性。噂話が大好物。
大沢 和真（おおさわ かずま）
6歳。百目鬼ミキが休暇先で出会った少年。
和真の父親
和真の母親に不倫され、離婚したことを和真に伝えられないでいる。
美男（よしお）
和真に難癖を付け、怒鳴り散らした。
第19話 - 百合園リゾート専務。百目鬼ミキによって百目鬼村のリゾート開発の担当者にさせられる。
百合園 雫（ゆりぞの しずく）
美男の母親。
第19話 - 百合園リゾート社長。百目鬼村に高級リゾートホテルを建設したいと申し込む。始めは息子の美男に説教した百目鬼ミキへ嫌がらせをするためのアイデアだった。しかし百目鬼村にビジネスチャンスを見出し、本格的なプロジェクトとした。

#### 第17話
真（まこと）
45歳。失業し離婚して以降、母親から金をせびって行くようになった。母親の年金や、金品に替えられる物まで奪ってゆく。
サキ
真の母。真を甘やかしお金を与え続けてしまった。
真の妹
兄のことが心配で嫁に行けない。

#### 第18話
夢二（ゆめじ）
LGBTであり、竹郎と事実婚している。5年ほど前から竹郎と共に百目鬼村でレストランを開業している。LGBTを否定する竹郎の親族から30年間姿をくらませていた。
第22話、第23話 - 竹郎とレストラン「夢竹」を再開していた。竹郎に同意し、親から放置されていた幼女・愛魅を預かり、竹郎と共に愛情深く育ててゆくことにする。
竹郎（たけろう）
夢二の相棒。子供好き。一部上場の会社経営一族の後継者だったが、LGBTを否定されたため夢二と共に姿をくらませていた。ところが親族に見つかり、夢二と引き離されてしまう。
第22話、第23話 - 夢二とレストラン「夢竹」を再開していた。親に放置されていた愛魅の姿を見てとても悲しく思う。母親から「いなくなればいい」と思われていた愛魅を預り、夢二と共に愛情深く育ててゆく。

#### 第21話
大野 智花（おおの ともか）
百目鬼ミキに薙刀の授業を頼んんだ女子校の教師。浅井国香が暴力を振るわれている現場を見て、加害者をひっぱたく。
浅井 国香（あさい くにか）
女子校の生徒。多数の生徒からイジメられていた。

#### 第22話
迫田 愛魅（さこた あいみ）
再婚した母親の連れ子。3歳。親から半ばネグレクトされている。とても大人しく表情が無い。夢二と竹郎の家庭で育てられることになる。
第23話 - 夢二と竹郎に懐き、愛情をかけられている。
愛魅の母親
再婚し産まれた赤ん坊は可愛いと感じるが、愛魅には愛情がわかず「いなくなればいい」と思い育児拒否していた。愛魅を手放し、夢二と竹郎に預ける。
第23話 - 夢二と竹郎の所に愛魅に会いに行くが、取り戻したいとは思えなかった。
愛魅の義理の父親
愛魅の母親の再婚相手。

#### 第23話
ふみ
とても孫を欲しがっているが一人娘はまだ未婚。愛魅の事情を夢二と竹郎から聞き、愛魅の母親に文句をつけ大騒ぎする。

#### 第24話
伊藤 尊（いとう たける）
一昨年、7歳の娘を交通事故で亡くした。悲嘆に暮れたままの妻・和希を心配している。
伊藤 和希（いとう かずき）
伊藤尊の妻。娘を亡くしたことで悲嘆に暮れている。夫に百目鬼村へ連れて来られたが、心を閉ざしたままで、どんなことに触れても泣き出してしまう。そして「娘は天国にはいない」絶叫する。

#### 第25話
くにかず
詐欺グループから抜けようとする28歳の青年。お婆ちゃん子で、つい百目鬼ミキに声をかけてしまう。東京に来ていた百目鬼ミキの荷物持ちにされ、個性的なお婆さん達と出会い、感化される。

#### 第26話
九十九（つくも）
元・大手建設会社のエリート社員。折り紙の色の選択を男女で区別することに反対した女性。以前は仕事が全てで、男にも負けないように努力していた。しかし子供が出来て、仕事への一途さがすっかりなくなっている。

#### 第28話
松谷 洋一郎（まつたに よういちろう）
百目鬼村のお爺さん。リヤカーで他人の不用品を集め、不用品置き場の小屋を五つ建てた。
松谷 洋一（まつたに よういち）
洋一郎の息子。洋一郎が生きているうちは不用品は片付かないと思っていたが、ついに「ガラクタを捨てろ」と文句を言い出す。
松谷 洋次（まつたに ようじ）
洋一郎の息子。洋一と同意見。
松谷 米子（まつたに よねこ）
洋一郎の妻。洋一郎の好きにさせている。

## 書誌情報
- 高口里純『グランマの憂鬱』 双葉社 〈JOUR COMICS〉、既刊17巻（2025年7月16日現在）
  1. 2016年8月17日発売[4]、ISBN 978-4-575-33639-9
  2. 2017年2月17日発売[5]、ISBN 978-4-575-33655-9
  3. 2017年10月17日発売[6]、ISBN 978-4-575-33680-1
  4. 2018年5月17日発売[7]、ISBN 978-4-575-33711-2
  5. 2019年3月18日発売[8]、ISBN 978-4-575-33763-1
  6. 2019年10月17日発売[9]、ISBN 978-4-575-33788-4
  7. 2020年6月17日発売[10]、ISBN 978-4-575-33812-6
  8. 2021年3月17日発売[11]、ISBN 978-4-575-33845-4
  9. 2021年11月17日発売[12]、ISBN 978-4-575-33865-2
  10. 2022年7月14日発売[13]、ISBN 978-4-575-33884-3
  11. 2023年3月16日発売[14]、ISBN 978-4-575-33912-3
  12. 2023年5月17日発売[15]、ISBN 978-4-575-33917-8
  13. 2023年10月17日発売[16]、ISBN 978-4-575-33929-1
  14. 2024年3月15日発売[17]、ISBN 978-4-575-33941-3
  15. 2024年8月17日発売[18]、ISBN 978-4-575-33951-2
  16. 2025年2月17日発売[19]、ISBN 978-4-575-33965-9
  17. 2025年7月16日発売[20]、ISBN 978-4-575-33982-6

## テレビドラマ
2023年4月8日から5月27日まで、東海テレビとFCCの共同制作で「土ドラ」枠にて放送された。主演は萬田久子。
毎回の「村人ゲスト」も話題となっている。

### キャスト

#### 主要人物
百目鬼ミキ（どうめき ミキ）
演 - 萬田久子
本作の主人公。百目鬼村で代々総領職を務める。
百目鬼由真（どうめき ゆま）
演 - 足立梨花
ミキの娘・トオルの妻。
百目鬼亜子（どうめき あこ）
演 - 加藤柚凪
由真とトオルの娘。
橋本文五郎（はしもと ぶんごろう）
演 - モト冬樹
百目鬼村の村長。

#### その他
メイ
演 - 竹内都子
百目鬼家と関わる「三婆」の一人。真飛聖のファン。
イシ
演 - 鷲尾真知子
「三婆」の一人。THE ALFEEのファン。
スイ
演 - 駒塚由衣
「三婆」の一人。韓流スターに夢中になっている。
設楽夢二
演 - 金子昇
百目鬼村への移住者。オーガニックレストランを営んでいる。
一ノ宮竹郎
演 - 神尾佑
百目鬼村への移住者。夢二と共にレストランを営んでいる。

#### ゲスト

##### 第1話
森田達也
演 - 西垣匠
「おらだおらだ詐欺」の被害に遭った祖母の支援を村に求める。
森田ヨネ
演 - 福井裕子
達也の祖母。「おらだおらだ詐欺」の被害に遭う。
沢口みちる
演 - 瀬戸さおり
由真の横浜でのママ友。同居する姑と犬猿の仲。
沢口優斗
演 - 加藤斗真
亜子と同じ幼稚園に通っていた友達。
沢口松枝
演 - 丘みつ子
みちるの姑。孫の教育に熱心。

##### 第2話
秀じい
演 - 泉谷しげる（最終話）
百目鬼村の独居老人。愛車の軽トラで危険運転を起こし、高齢者免許返納を請われる。
卓也
演 - 中西哲也（最終話）
秀じいの息子。百目鬼村出身。今は近郊の町に住む。父が危険運転をしたと連絡を受け、免許返納を促す。
古畑星
演 - リコ（821）
女子高生。スマホ依存で、心配した母・夏子が百目鬼村のミキへ預ける。
古畑夏子
演 - 荻野友里
星の母。百目鬼村出身。娘のスマホ依存を心配して母に相談し、彼女を連れてミキを訪ねてくる。

##### 第3話
坂下悦子
演 - 柴田理恵
百目鬼村の住民。村人から「えっちゃん」と呼ばれる。星川翔海のファン。
星川翔海
演 - 新原泰佑
若手俳優。次期朝ドラの主演に決定し、百目鬼村にやって来る。好青年を演じており、裏の顔は性格が悪い。
坂下義男
演 - 野添義弘
悦子の夫。百目鬼村の住民。ハウス野菜作りを営む。

##### 第4話
尾長律子
演 - 飯島直子
15年前に村を捨て出ていった百目鬼村出身の女性。突如、村に戻ってくる。
尾長勝二
演 - 梨本謙次郎
律子の元夫。百目鬼村の住民。真面目で寡黙な性格。
ナミ
演 - 久保田磨希
百目鬼村の住民。農業体験型の民宿「あぜみち」を営む。律子とは幼い頃からの友人。

##### 第5話
迫田好美
演 - 小島藤子（最終話）
愛魅の母。シングルマザーだったが、再婚。生まれた子が喘息もちだったことから、都会から百目鬼村に家族４人で越してきた。
迫田慎吾
演 - 小野塚勇人（劇団EXILE）
好美の再婚相手。仕事はリモートワークで、在宅が多い。
迫田愛魅
演 - 永尾柚乃 （最終話）
好美と前の夫との間に生まれた娘。
津田智子
演 - 立枝歩 
竹郎の姉。長らく会っていない竹郎が倒れたことを聞きつけ、病院へ駆けつける。

##### 第6話
中森初音
演 - 森迫永依
百目鬼村の来訪者。不動産業の営業職で働くOL。ひょんなことから百目鬼家にやっかいになることになる。
松岡巧
演 - 徳重聡 
サラリーマン。中間管理職、初音の上司で、初音を迎えに来る。
正史
演 - 足立英 
百目鬼村に祖父が住む。若くして百目鬼村の林業に携わり、炭焼きを生業にしている。

##### 第7話
ユキちゃん
演 - 小柳ルミ子
ミキの学生時からの旧友。華やかな社交の場で経済界を操るが如く世界を飛び回っている。キラーアイテムはピンヒール 。
ケイちゃん
演 - 今陽子 
ミキの学生時代からの旧友。国会議員。男社会の中でたくましく生き残る術を身につけている。ワインがお好き。
しーちゃん
演 - 梅沢昌代 
ミキの学生時代からの旧友。大学名誉教授。講演会で各地を回っている。お好みはシガー。
嘉川博美
演 - 中島ひろ子 
アキと耕吉の娘。母を亡くして間もなく、母が父のせいで苦労して亡くなったのではと、耕吉を責めたい思いがある。
嘉川 真
演 - 寺坂頼我 
大学生。博美の息子であり、おじいちゃん・おばあちゃんっ子。本当は家族が思い合っていることを知っている。
井澤アキ
演 - 榊原るみ 
亡くなったミキの学生時代の旧友。年賀状も届かなくなり長らく音信不通だった。ある日ミキの元に訃報が入り、会えていなかった間の人生を知ることなる。
井澤耕吉
演 - 秋野太作 
アキの夫。床にふせっている。妻を亡くして一人暮らしになった。ミキと初めて対面するも、どうにも口が悪く偏屈な様子。

##### 最終話
百目鬼トオル
演 - 高橋光臣
ミキの息子。由真の夫であり、亜子の父。長らく単身赴任中だが、由真からの連絡を受けて実家の百目鬼家に赴く。言葉足らずがたたって家族と衝突する。

### スタッフ
- 原作 - 高口里純『グランマの憂鬱』（双葉社 JOUR COMICS刊）
- 企画 - 市野直親（東海テレビ）[51]
- 脚本 - 森脇京子[51]、阿久津朋子[51]、遠山絵梨香[51]、的場友見[51]
- 音楽 - 鈴木ヤスヨシ[51]
- 主題歌 - THE ALFEE「鋼の騎士Q」（ユニバーサルミュージック）[52]
- 演出 - 岡野宏信[51]、長尾楽[51]、雨宮由依[51]
- プロデューサー - 中頭千廣（東海テレビ）[51]、小林和紘（FCC）[51]、浅野澄美（FCC）[51]
- 制作 - 東海テレビ、FCC[51]

### 放送日程
| 話数   | 放送日  | サブタイトル                            | 脚本       | 演出     |
| ------ | ------- | --------------------------------------- | ---------- | -------- |
| 第1話  | 4月08日 | 老若男女の身近で切実な悩みに愛ある喝ッ! | 森脇京子   | 岡野宏信 |
| 第2話  | 4月16日 | 高齢者の運転免許返納とSNS依存に喝ッ!    | 阿久津朋子 | 岡野宏信 |
| 第3話  | 4月22日 | 朝ドラがやってくる!?大人の推しカツ!     | 遠山絵梨香 | 小林和紘 |
| 第4話  | 4月29日 | 出戻りは地獄!?年をとるのは怖い?         | 遠山絵梨香 | 長尾楽   |
| 第5話  | 5月06日 | ”ラブランコ”と”家族のかたち”            | 森脇京子   | 雨宮由衣 |
| 第6話  | 5月13日 | 世代間ギャップ!それぞれの言い分に喝!    | 阿久津朋子 | 長尾楽   |
| 第7話  | 5月20日 | 最終章！我が家のレシピ＆昭和男子に喝！  | 遠山絵梨香 | 岡野宏信 |
| 最終話 | 5月27日 | 終活はしゃらくさい!? 愛の「喝」旋風！   | 的場友見   | 岡野宏信 |

- 第2話は『土曜プレミアム 東京リベンジャーズ』（21時 - 23時30分）の放送[54]に伴う特別編成の関係で20分繰り下げられ、翌0時 - 0時55分に放送された[30]。

| 東海テレビ制作・フジテレビ系 土ドラ                                        | 東海テレビ制作・フジテレビ系 土ドラ       | 東海テレビ制作・フジテレビ系 土ドラ           |
| 前番組                                                                     | 番組名                                    | 次番組                                        |
| -------------------------------------------------------------------------- | ----------------------------------------- | --------------------------------------------- |
| 自由な女神 -バックステージ・イン・ニューヨーク- （2023年3月4日 - 3月26日） | グランマの憂鬱 （2023年4月8日 - 5月27日） | テイオーの長い休日 （2023年6月3日 - 7月29日） |